# بضع النواة
بضع النواة أو بضع نووي (بالإنجليزية: Nucleotomy)‏ هو إجراء جراحي لإزالة النسيج المُحيط بالانفتاق القرصي.